# Столипін Петро Аркадійович
Петро́ Арка́дійович Столи́пін (рос. Пётр Аркадьевич Столыпин; 14 квітня 1862, м. Дрезден — 18 вересня 1911, м. Київ) — російський державний діяч, голова ради міністрів у 1909—1911. Столипін проводив жорстку політику на укріплення самодержавства, розпустив Думу, увів військово-польові суди, обмежував політичні свободи. Будучи російським націоналістом, вів боротьбу з національними автономіями. Розпочав аграрну реформу, що не була доведена до кінця. Правління Столипіна відзначалось жорстокими репресіями, в цей час виникли поняття «столипінська реакція», «столипінська краватка» та «столипінський вагон». На Столипіна було здійснено 11 замахів. Під час останнього, здійсненого у Києві анархістом Дмитром Богровим, він був смертельно поранений.

## Життєпис
Походив з дворянського роду. Народився 2 (14) квітня 1862 у столиці Саксонії Дрездені, куди їздила до рідних його мати. Через півтора місяці - 24 травня - був охрещений у дрезденській православній церкві.
Одна з п'яти сестер діда Петра Столипіна була дружиною Михайла Василійовича Арсеньєва. Їхня дочка Марія стала матір'ю Михайла Лермонтова. Виходячи з цього, Петро Аркадійович був троюрідним братом Лермонтову.
Батько майбутнього реформатора, генерал артилерії Аркадій Дмитрович Столипін, відзначився під час російсько-турецької війни 1877-1878 років, під кінець якої був призначений губернатором Східної Румелії та Адріанопольського санджака. Матір'ю Петра Столипіна була Наталя Михайлівна Горчакова, чий рід начебто походить від Рюрика.
Дитинство провів спочатку в садибі Середниково Московської губернії, а потім у маєтку Колнобєрже Ковенської губернії. Також сім'я виїздила у Швейцарію.
У 1874 12-річний Петро був зарахований до другого класу Віленської гімназії, де провчився до шостого класу.
У вересні 1879 9-й армійський корпус під командуванням батька був повернений із Болгарії до міста Орел. Петро та його молодший брат Олександр були переведені до Орловської чоловічої гімназії. Петра зарахували до сьомого класу.
3 червня 1881 19-річний Петро закінчив Орловську гімназію і отримав атестат зрілості.
31 серпня 1881 поступив на природниче відділення фізико-математичного факультету Санкт-Петербурзького університету, який закінчив у 1884.
Служив у Міністерстві внутрішніх справ. З 1902 — гродненський губернатор. У 1903—1906 — губернатор Саратовської губернії.
У квітні 1906 призначений міністром внутрішніх справ, а в липні 1906 — головою Ради Міністрів. Швидка службова кар'єра Столипіна була, значною мірою, пов'язана з його ораторськими здібностями, численними виступами в Думі, проєктами реформування країни.

## Політична діяльність

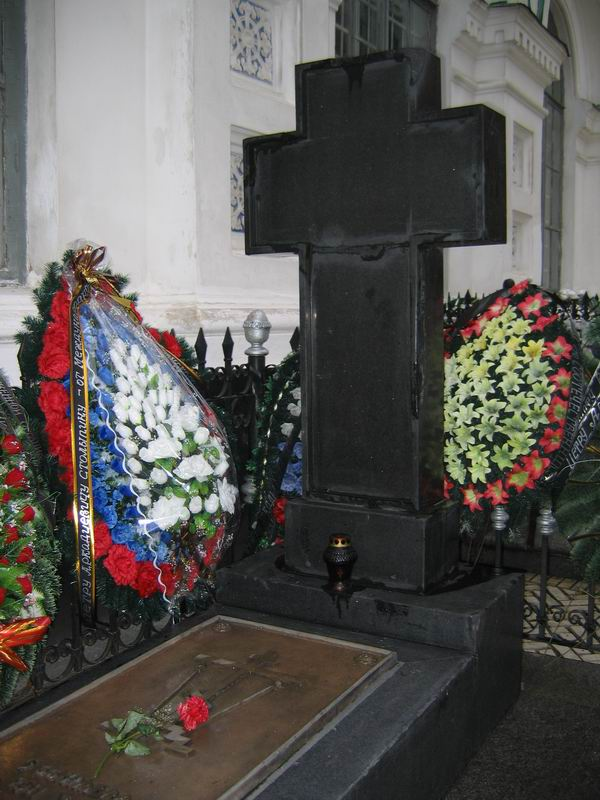
Могила Петра Столипіна в Києво-Печерській лаврі

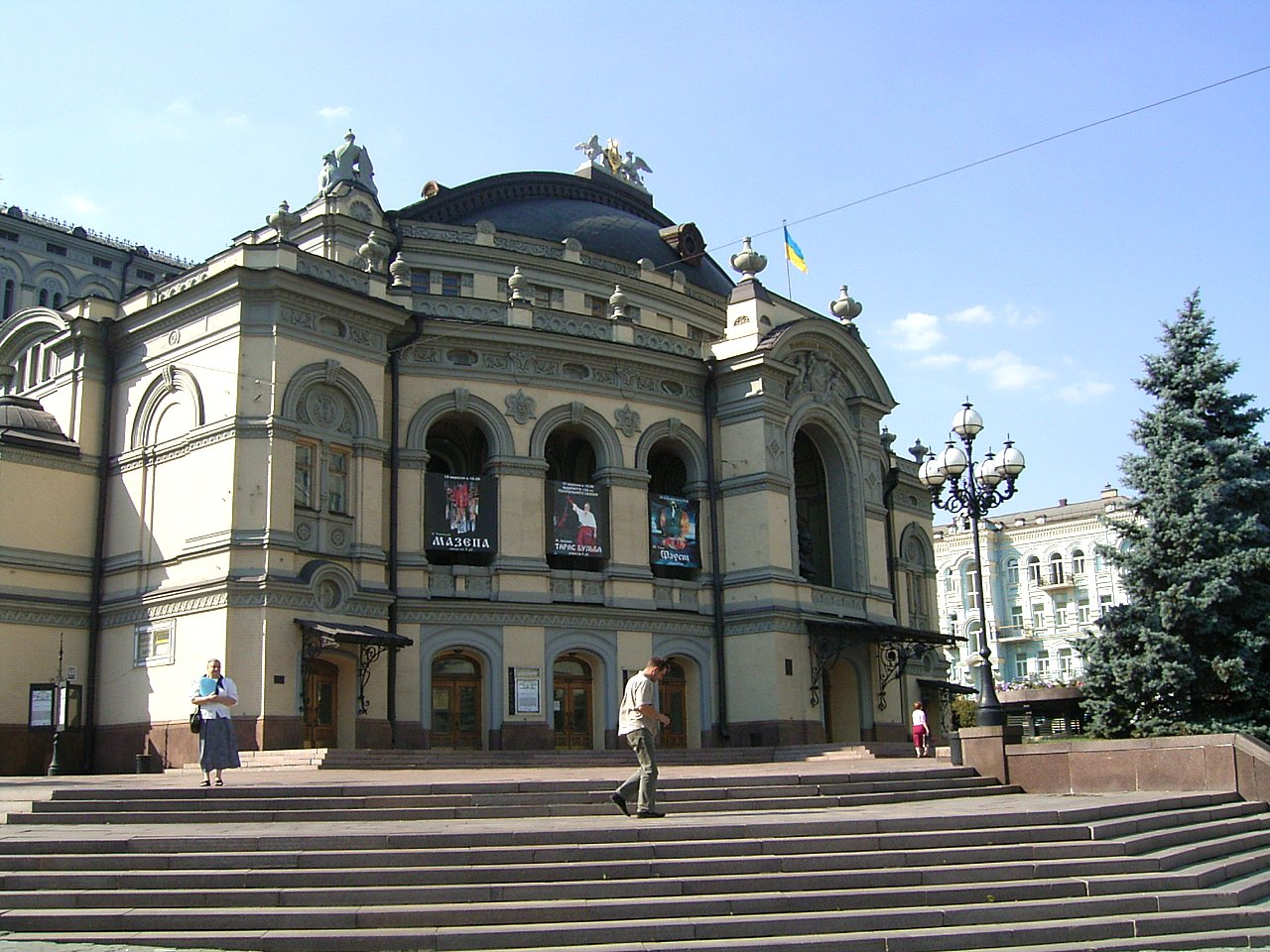
Київський оперний театр, де Столипін був убитий

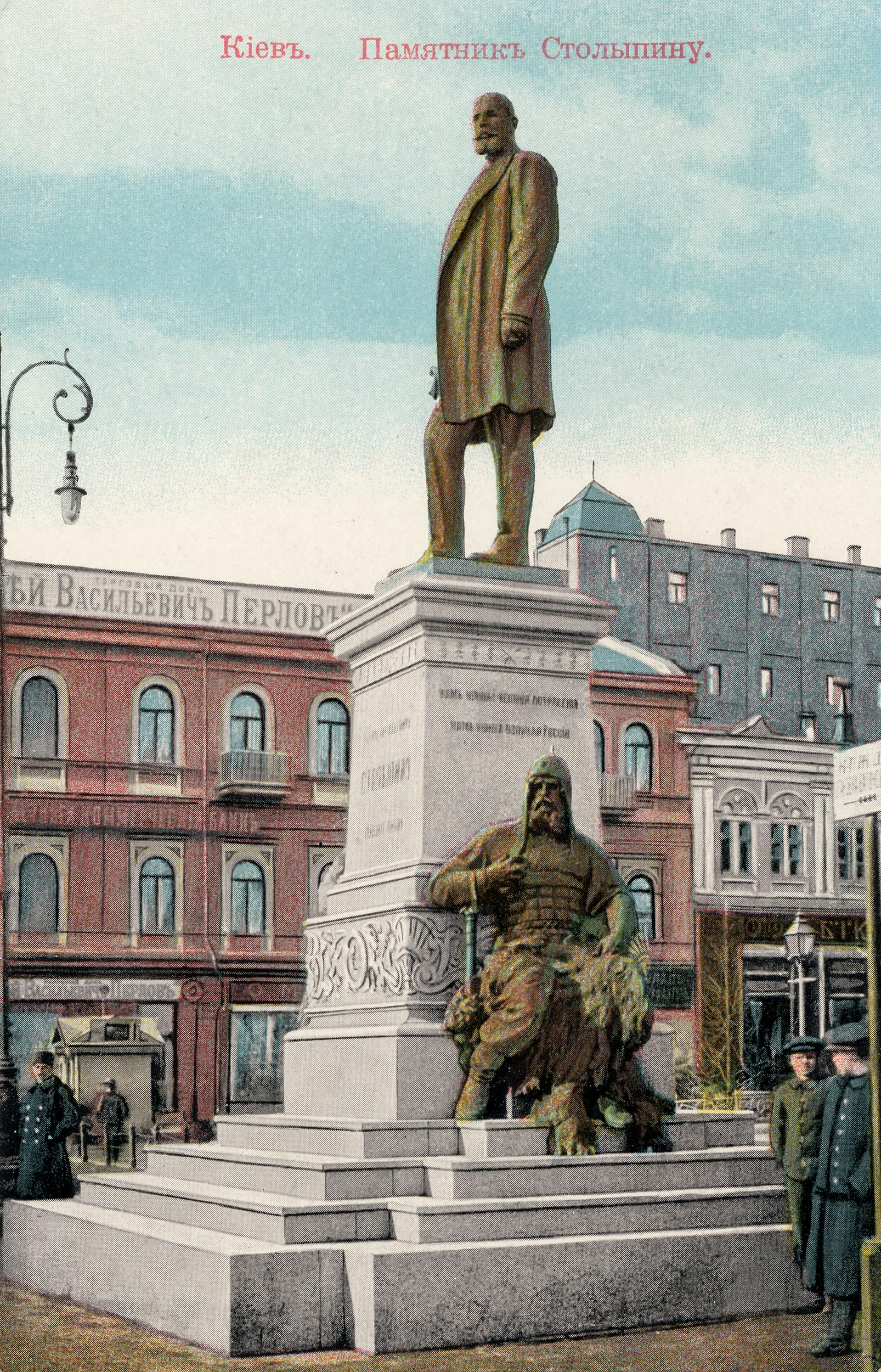
Пам'ятник Петру Столипіну, встановлений біля міської думи Києва після його вбивства. Знесений під час Української революції в 1917

На своїх посадах проводив жорстку послідовну політику як проти радикальних революціонерів так і проти лібералів будь-якого ґатунку. За його наказом війська й поліція жорстоко карали учасників селянських заворушень, до в'язниць у великій кількості кидали студентів і старшокласників-гімназистів, помічених в антиурядовій діяльності, проголошені царським маніфестом від 17 жовтня 1905 року політичні свободи було всіляко обмежувано. Столипін дав пряму директиву губернаторам: «Менше заарештовувати, більше стріляти… Переконування облиште, дійте вогнем…». За таку антинародну політику у серпні 1906 на Столипіна вчинено замах (загинуло 27 осіб). У відповідь він домігся запровадження військово-польових судів — без адвокатів, без можливості подати апеляцію — із правом винесення та виконання впродовж 24 годин смертних вироків. Протягом 1907—1909 років військово-польові суди ухвалили понад 5 тис. смертних вироків. На початок 1908-го у в'язницях перебувало понад 200 тис. політичних в'язнів, приблизно таку ж кількість заслали у «віддалені місця імперії»
У червні 1907 уряд на чолі з Столипіним та за підтримки імператора Миколи II розпустив II Державну Думу і опублікував новий закон про вибори, який забезпечив повну перевагу у III Думі великих землевласників та підприємців і значно обмежив представництво національних окраїн. За законом 1 % населення імперії обирав майже дві третини виборників, котрі, своєю чергою, голосували за депутатів Думи. Повністю були позбавлені представництва в Думі 10 областей і губерній азійської частини Росії, Кавказу надавалось 10 місць замість 29. Такий виборчий закон забезпечив у III Думі «великоросам» 77 % місць і вона стала «істинно російською». Столипін був ініціатором обмеження автономії Фінляндії, натхненником створення націоналістичних російських організацій, у тому числі Всеросійського національного союзу, основною метою якого було сприяння «пануванню російської народності».

## Аграрна реформа
Офіційно земельну реформу трактували як вибір між селянином-неробою і селянином-хазяїном на користь останнього. «Міцні та сильні» мали стати повноправними власниками і, звільнившись від опіки общини, залишити далеко позаду «убогих та нероб», утримання яких за рахунок найкращих господарів гальмувало розвиток сільського господарства. А вивільнена на селі робоча сила, за задумом Столипіна, повинна була «перекочувати» у промисловість, забезпечивши цим її прискорене зростання. Водночас фактично недоторканними мусили залишитися поміщицькі маєтності незалежно від їхньої товарної продуктивності. Усі селяни одержали право виходу з общини, але реально ним могли скористатися передусім заможні, які багатіли ще дужче (оскільки надлишкові ґрунти, які вони обробляли, можна було викупити зі спільного володіння за цінами 1861 року, тоді як ринкова ціна землі відтоді зросла в кілька разів). Передану Селянському банкові частину державних наділів — з офіційною метою послаблення «земельної тісноти» — також придбавали головним чином найзаможніші господарі.
Загалом за десятиліття реформи (яка тривала аж до повалення самодержавства у березні 1917 року) тільки 10 % селян Російської імперії вийшли з общини й закріпили свої ґрунти за собою як приватну власність (15 % усієї орної землі). В українських губерніях, де общинний устрій був штучно насаджений російськими поміщиками під час закріпачення селян, реформа йшла куди успішніше: так, на Правобережжі станом на 1913 рік дві третини селянських ґрунтів уже перебували у приватній власності. Але поруч із селянською так само існувала панська земля, і значна кількість людей змушена була наймитувати у великих латифундіях.
Важливою складовою земельної реформи Столипін вважав організоване державою масове переселення хліборобів із європейської частини імперії до Сибіру, Центральної Азії та далекосхідних регіонів. До початку Першої світової війни приблизно 3,5 млн селян, продавши господарство, зірвалися з місця, та аж ніяк не всі з тих чи тих причин прижились у нових краях: близько мільйона з них повернулося назад, але вже без грошей і надій. Для України ці цифри ще більш разючі: переселенцями стали понад мільйон її селян, проте невдовзі 70 % із них знову з'явились у рідних місцях, приречені наймитувати й жебракувати. Що ж стосується Селянського банку, покликаного стати промотором реформ, то високі ціни на землю, яку він продавав, і великі відсотки, що їх накладали на позичальників, спричиняли розорення багатьох власників-хуторян.
Отож, у підсумку аграрна реформа за Столипіним мала наслідком передусім стрімке розшарування селянства, появу на селі значної кількості люмпен-пролетарів, різке зростання ненависті до поміщиків. Це створило підґрунтя для створення революційних організацій, які заручилися підтримкою не тільки люмпенів, а й великою частиною «справних» господарів, які потерпали від малоземелля.

## Політика проти інородців
Основну загрозу «російській православній цивілізації» Столипін вбачав у національному відродженні поневолених Росією народів. Тому він виступив ініціатором істотного обмеження автономії Фінляндії, а в січні 1910 року видав циркуляр із забороною реєстрації товариств та видавництв так званих інородців. Згодом в окремій інструкції Столипін роз'яснив губернаторам, що той документ стосується геть усіх товариств «інородницьких, зокрема й українських та єврейських, незалежно від їхніх цілей».
| Народи іноді забувають про свої національні коріння, але такі народи гинуть, вони перетворюються в багно, на якому проростають та міцніють інші, сильніші народи. [5] |
Переслідуючи українську мову і культуру, Столипін розсилав свої циркуляри, в яких наказував боротися з «ідеєю відродження старої України і устрою на національно-територіальних засадах». За словами Дмитра Дорошенка, Столипін весь час підозрював українців у намірах сепаратизму і, щоб викорінити сам український дух, заборонив публічний вжиток української мови. На цій підставі по всій імперії влада закривала українські організації та газети, забороняла продаж книжок, проведення концертів та вечорів українською мовою. У березні 1911 року уряд Столипіна не дозволив відзначення 50-ліття від смерті Тараса Шевченка. А приїхавши до Києва, — за кілька днів до своєї загибелі, — прем'єр Росії заявив: допоки він живий, пам'ятника Шевченкові у «матері міст руських» не буде. І водночас схвально відгукнувся про місцеві чорносотенні організації, про їхню мету й діяльність.

## Вбивство та місце поховання
У вересні 1911 року Столипін був убитий в  Київському оперному театрі таємним агентом поліції, есером Дмитром Богровим.
Похований поблизу Трапезного храму Києво-Печерської лаври.  
8 лютого 2024 року в інтерв’ю ТСН  директор Національного заповідника «Києво-Печерська лавра» Максим Остапенко запропонував внести рештки Столипіна до обмінного фонду як на полонених вояків ЗСУ, так і на тіла померлих і похованих на території сучасної РФ українських культурних та історичних діячів. ,

## Родина
Дружина: Ольга Борисівни Нейдгардт. Діти:
- Марія,
- Наталя,
- Олена (1893—1985) — дружина Володимира Олексійовича Щербатова(16.02.1880 — 15.01.1920), син княгині Марії Щербатової, розстріляний в Немирові. Після вбивства чоловіка покинула Росію і 29.04.1923 вступила в другий шлюб з князем Вадимом Григоровичем Волконським (05.06.1895 — 23.10.1973),
- Ольга (1897—1920) — розстріляна разом з княгинею Щербатовою в Немирові,
- Олександра (1898—1987),
- Аркадій Столипін (1903—1990) — єдиний син, з 1920 року жив в еміграції, французький письменник і публіцист російського походження. Займався російською і французькою журналістикою. Помер в Парижі.